# To Live Forever
To Live Forever è il terzo album in studio del gruppo musicale heavy metal finlandese Tarot, pubblicato nel 1993 dalla Bluelight Records.

## Tracce
1. Do You Want to Live Forever – 5:20
2. The Colour of Your Blood – 4:51
3. The Invisible Hand – 6:41
4. Live Hard Die Hard – 5:00
5. Sunken Graves – 3:52
6. The Chosen – 8:06
7. Born Into the Flame – 4:25
8. In My Blood – 3:55
9. Tears of Steel – 5:16
10. My Enslaver – 4:22
11. Shame – 4:08
12. Iron Stars – 6:51
13. Guardian Angel – 7:02
14. Children of the Grave (Black Sabbath cover) – 4:40